# بایماجینگ
بایماجینگ (به لاتین: Baimajing) یک شهرک در جمهوری خلق چین است که در دانژو واقع شده‌است.